# Meringopus genatus
Meringopus genatus là một loài tò vò trong họ Ichneumonidae.